# 芳賀組
芳賀組（はがぐみ）は、富山県富山市に本部を置く暴力団で、六代目山口組の三次団体である。上部団体は三代目一会。

## 出来事
2015年、神戸山口組の影響が地方に及ぶことを防ぐために、富山市の繁華街桜木町にて組員が練り歩く示威行為を展開した。
2016年、山口組から離脱して神戸山口組に加わる動きを見せた他組の組長を監禁、指を切断した疑いで、五代目組長が逮捕されている。また、同年には対立する組事務所に火炎びんを投げ込んだ組員が逮捕されている。
2021年、富山県警察は、火炎瓶を投げ込んだ組員が刑期を終えて出所するタイミングに合わせて、六代目山口組組長、芳賀組組長らに対して、組員へ慰労目的で金品を渡す行為の禁止命令を出している。

## 芳賀組系譜
- 初 代 - 芳賀浩
- 二代目 - 野村孝（六代目山口組若頭補佐・三代目一会会長）
- 三代目 - 長田敬司
- 四代目 - 長野英一
- 五代目 - 小竹銀仁朗（本名:小竹幸信）